# Lobelia parvisepala
Lobelia parvisepala är en klockväxtart som beskrevs av Franz Elfried Wimmer. Lobelia parvisepala ingår i släktet lobelior, och familjen klockväxter. Inga underarter finns listade i Catalogue of Life.